# Mikal Bridges
Mikal Bridges (Filadelfia, 30 agosto 1996) è un cestista statunitense, professionista nella NBA con i New York Knicks.

## Carriera
Dopo aver vinto i titoli NCAA nel 2016 e nel 2018, si è dichiarato eleggibile al Draft NBA 2018, dove è stato chiamato con la decima scelta assoluta dai Philadelphia 76ers; poco dopo è stato ceduto via trade ai Phoenix Suns, in cambio di Zhaire Smith.
Il 9 febbraio 2023 passa, insieme a Cameron Johnson e Jae Crowder, ai Brooklyn Nets, in cambio di Kevin Durant e T.J. Warren; i Nets ricevono anche quattro prime scelte non protette ai Draft degli anni successivi (2023, 2025, 2027 e 2029) e la possibilità di scambiare le scelte al Draft 2028.
Il 15 febbraio 2023 mette a referto 45 punti, suo massimo in carriera, nella vittoria contro i Miami Heat per 116-105.
Viene soprannominato "Little KD" (Piccolo Kevin Durant) data i suoi movimenti e il modo di tirare simile all attuale giocatore dei Phoenix Suns.
Nel luglio del 2024 viene scambiato per Bojan Bogdanovic dei New York Knicks, insieme a 5 first-round draft picks, 1 first-round pick swap e una second-round selection. 

## Statistiche
| † | Denota le stagioni in cui ha vinto il titolo |
| * | Primo nella lega                             |

### NCAA
| Anno       | Squadra            | PG  | PT | MP   | TC%  | 3P%  | TL%  | RP  | AP  | PRP | SP  | PP   |
| ---------- | ------------------ | --- | -- | ---- | ---- | ---- | ---- | --- | --- | --- | --- | ---- |
| 2015-2016† | Villanova Wildcats | 40  | 0  | 20,3 | 52,1 | 29,9 | 78,7 | 3,2 | 0,9 | 1,1 | 0,7 | 6,4  |
| 2016-2017  | Villanova Wildcats | 36  | 33 | 29,8 | 54,9 | 39,3 | 91,1 | 4,6 | 2,0 | 1,7 | 0,9 | 9,8  |
| 2017-2018† | Villanova Wildcats | 40  | 40 | 32,1 | 51,4 | 43,5 | 85,1 | 5,3 | 1,9 | 1,5 | 1,1 | 17,7 |
| Carriera   | Carriera           | 116 | 73 | 27,3 | 52,5 | 40,0 | 84,5 | 4,3 | 1,6 | 1,4 | 0,9 | 11,3 |

#### Massimi in carriera
- Massimo di punti: 28 vs Gonzaga (5 dicembre 2017)[6]
- Massimo di rimbalzi: 11 vs St. John's (13 gennaio 2018)
- Massimo di assist: 5 (2 volte)
- Massimo di palle rubate: 5 (4 volte)
- Massimo di stoppate: 4 vs Nicholls State (14 novembre 2017)
- Massimo di minuti giocati: 41 vs Providence (10 marzo 2018)

### NBA

#### Regular Season
| Anno      | Squadra       | PG  | PT  | MP   | TC%  | 3P%  | TL%  | RP  | AP  | PRP | SP  | PP   |
| --------- | ------------- | --- | --- | ---- | ---- | ---- | ---- | --- | --- | --- | --- | ---- |
| 2018-2019 | Phoenix Suns  | 82* | 56  | 29,5 | 43,0 | 33,5 | 80,5 | 3,2 | 2,1 | 1,6 | 0,5 | 8,3  |
| 2019-2020 | Phoenix Suns  | 73  | 32  | 28,0 | 51,0 | 36,1 | 84,4 | 4,0 | 1,8 | 1,4 | 0,6 | 9,1  |
| 2020-2021 | Phoenix Suns  | 72* | 72  | 32,6 | 54,3 | 42,5 | 84,0 | 4,3 | 2,1 | 1,1 | 0,9 | 13,5 |
| 2021-2022 | Phoenix Suns  | 82* | 82  | 34,8 | 53,4 | 36,9 | 83,4 | 4,2 | 2,3 | 1,2 | 0,4 | 14,2 |
| 2022-2023 | Phoenix Suns  | 56* | 56  | 36,4 | 46,3 | 38,7 | 89,7 | 4,3 | 3,6 | 1,2 | 0,8 | 17,2 |
| 2022-2023 | Brooklyn Nets | 27* | 27  | 34,2 | 47,5 | 37,6 | 89,4 | 4,5 | 2,7 | 1,0 | 0,6 | 26,1 |
| 2023-2024 | Brooklyn Nets | 82  | 82  | 34,8 | 43,6 | 37,2 | 81,4 | 4,5 | 3,6 | 1,0 | 0,4 | 19,6 |
| 2024-2025 | N.Y. Knicks   | 82  | 82  | 37,0 | 50,0 | 35,4 | 81,4 | 3,2 | 3,7 | 0,9 | 0,5 | 17,6 |
| Carriera  | Carriera      | 556 | 489 | 33,3 | 48,4 | 37,1 | 84,3 | 4,0 | 2,7 | 1,2 | 0,6 | 14,8 |

#### Play-off
| Anno     | Squadra       | PG | PT | MP   | TC%  | 3P%  | TL%  | RP  | AP  | PRP | SP  | PP   |
| -------- | ------------- | -- | -- | ---- | ---- | ---- | ---- | --- | --- | --- | --- | ---- |
| 2021     | Phoenix Suns  | 22 | 22 | 32,1 | 48,4 | 36,8 | 89,3 | 4,3 | 1,6 | 1,0 | 0,7 | 11,1 |
| 2022     | Phoenix Suns  | 13 | 13 | 38,5 | 47,8 | 39,4 | 93,3 | 4,7 | 2,8 | 1,1 | 1,0 | 13,3 |
| 2023     | Brooklyn Nets | 4  | 4  | 39,4 | 42,9 | 40,0 | 78,3 | 5,3 | 4,0 | 0,5 | 0,5 | 23,5 |
| 2025     | N.Y. Knicks   | 18 | 18 | 39,2 | 45,6 | 33,3 | 75,0 | 4,5 | 2,9 | 1,7 | 0,9 | 15,6 |
| Carriera | Carriera      | 57 | 57 | 36,3 | 46,6 | 36,3 | 85,6 | 4,5 | 2,5 | 1,2 | 0,8 | 13,9 |

#### Massimi in carriera
- Massimo di punti: 45 (2 volte) [7]
- Massimo di rimbalzi: 13 (2 volte)
- Massimo di assist: 9 (2 volte)
- Massimo di palle rubate: 7 vs Brooklyn Nets (27 novembre 2021)
- Massimo di stoppate: 4 (3 volte)
- Massimo di minuti giocati: 50 vs Sacramento Kings (20 marzo 2022)

## Palmarès

### NCAA
- Campionato NCAA: 2

Villanova University: 2016, 2018

### Individuale
- Julius Erving Award (2018)

#### NBA
- NBA All-Defensive  Team: 1

First Team: 2022